# Bjørn Wiinblad (dokumentarfilm)
Bjørn Wiinblad er en dansk portrætfilm fra 1969 instrueret af Frank Paulsen efter eget manuskript.

## Handling
Kunstneren Bjørn Wiinblad fortæller.

## Medvirkende
- Bjørn Wiinblad